# يافاباي

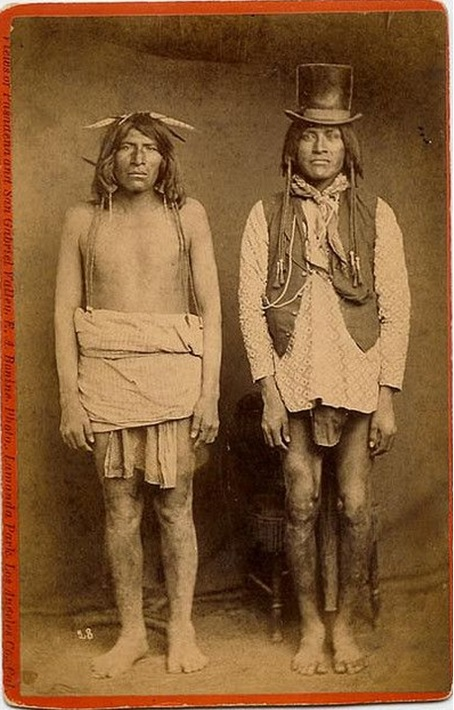
رجال أباتشي يوما يافاباي، يرتدون ملابس المحاربين التقليدية مع بطانية ملفوفة حول خصره ومربوطة. لوس أنجلوس، كاليفورنيا، 1889.

اليافاباي قبيلة أمريكية أصلية في أريزونا. تاريخيًا، انقسم اليافاباي جغرافيًا (يعني اسمهم «أهل الشمس») إلى أربع مجموعات متمايزة منفصلة: اليافاباي الغربيون؛ ويافاباي الشمال الغربي؛ ويافاباي الجنوب الشرقي ويافاباي الشمال الشرقي.
هناك مجموعة يافاباي أخرى لم تعد موجودة، وهي مجموعة مادكدوابايا أو «شعب الصحراء». يعتقد أنهم اختلطوا بشعوب موهافي وكويشان. (ترجع أصول العديد من عائلات الموهافي وكويشان إلى جذور من شعب اليافاباي). اشترك اليافاباي بالكثير من القواسم مع أقربائهم اللغويين في الشمال، الهافاسوباي والهالاباي. غالبًا ما أخطأ المستوطنون الأمريكيون في الإشارة لليافاباي بأنهم أباتشي، إذ أشاروا لهم «موهافي أباتشي»، أو «يوما أباتشي»، أو «تونتو أباتشي».
قبل ستينيات القرن التاسع عشر، بدأ المستوطنون باكتشاف الذهب في المنطقة؛ شغل اليافاباي مساحة بلغت نحو 20 ألف ميل مربع (51800 كيلومتر مربع) محاذية لقمم سان فرانسيسكو شمالًا، وجبال بينالينو ومازاتزال في الجنوب الشرقي، ونهر كولورادو غربًا، وكادت تصل إلى نهر جيلا ونهر سولت في الجنوب.

## حضارة ما قبل المحميات

### الكفاف
قبل تحديد اليافاباي في محميات، اعتمدوا نمط حياة قائم على الجمع والالتقاط، مهاجرين بعد جولة سنوية إلى مناطق مختلفة، متتبعين نضوج مختلف النباتات الصالحة للأكل وتحركات الطرائد. استكملت بعض القبائل هذا النظام الغذائي بزراعة ما أسموه «الأخوات الثلاث»: الذرة والقرع والفاصولياء قرب مجاري الأنهر. على نحو خاص، اضطر الدولكابايا (اليافاباي الغربيون) الذين عاشوا في أراضٍ أقل وفرة في جمع الطعام، إلى الزراعة أكثر من غيرهم من مجموعات اليافاباي. كان عليهم العمل في الفلاحة، إذ لم تكن أرضهم داعمة جيدة للزراعة. إلى جانب ذلك، غالبًا ما تاجر اليافاباي الغربيون بمواد مثل جلود الحيوانات، والسلال، وصبار الأجاف إلى مجموعات كوشان مقابل الغذاء.
أبرز الأغذية النباتية التي جمعت كانت الجوز، والصبار الصغواري، وتوت العرعر، والبلوط، وبذور دوار الشمس، وتوت مانزانيتا والتفاح، والشبارق (الميس)، وبصل الكماس، والأجزاء الخضراء من نبات السرمق البرلنديري، والغدب، والترمس. كان صبار الأجاف أهم نباتاتهم المزروعة، إذ كان الغذاء النباتي الوحيد المتاح منذ أواخر الخريف وحتى أوائل الربيع. كان لب النبتة يشوى في حفر مصفوفة بالحجر، ويمكن تخزينها للاستعمال لاحقًا. الحيوانات الرئيسية التي جرى اصطيادها هي الأيائل، والأرانب البرية، والأرانب، وطيور السمان، الوودرات (نوع من القوارض). تحاشى معظم اليافاباي الأسماك والطيور التي حملتها الماء. بدأت بعض مجموعات تولكبايا بتناول السمك في بعد الاتصال بجيرانها من الكويشان.

## التاريخ
حسب رواية الخلق لديهم، يعتقد أفراد اليافاباي أن أصل شعبهم «في البداية»، أو «منذ سنوات عديدة»، جاء عندما أفرخت شجرة، أو نبات ذرة من الأرض، فيما يدعى اليوم بقلعة مونتيزوما، جالبة اليافاباي إلى العالم. يتفق معظم علماء الآثار على أن اليافاباي نشأوا من مجموعات باتاوية هاجرت شرقًا منطقة نهر كولورادو ليصبحوا «أبلاند يومان». تشير الأدلة الأثرية واللغوية إلى انقسامهم ليتشكل اليافاباي في حوالي العام 1300.
لم تكن الحرب أمرًا غير مألوف لدى اليافاباي، إذ شكلوا تحالفات متغيرة لضمان أمنهم. كونت فرق الويبوكوبا، وكويفكوبايا تحالفات مع فرق الأباتشي الغربية، للهجوم والدفاع ضد غارات فرق بيما وماركوبا من الجنوب. بسبب القوة الأكبر لفرق بيما وماركوبا، شنت اليافاباي إلى جانب الأباتشي غارات سريعة محدودة النطاق عمومًا، تبعها تراجع لتجنب الهجوم المضاد. دافع اليافاباي عن أراضيهم ضد غزوات بيما، عندما كان البيما يغزو أرضهم لحصد ثمار السغوارو.
إلى الشمال والشمال الغربي، كانت لفرق ويبوكوبا ويافبي علاقات متقطعة مع شعب باي طوال معظم تاريخهم. رغم تكلم الباي واليافاباي لهجات أبلاند يومان، وتمتعهم بتاريخ ثقافي مشترك، فإن كلًا منهما لديه حكايات بخصوص النزاع تفصلهما عن بعضهما البعض. حسب أسطورة الباي، بدأ النزاع على شكل «عراك وحشي بين الأطفال». اعتقد العلماء أن هذا الانقسام حدث نحو عام 1750.
دارت المعركة الكبرى الأخيرة بين تحالفات نهر كولورادو وجيلا في أغسطس 1857، عندما هاجم نحو 100 من مقاتلي يافاباي وكويشان وموهافي مستوطنة ماريكوبا بالقرب من بيما بوتي. بعد اجتياحهم ماريكوبا، غادر اليافاباي. وصلت مجموعة من بيما مزودة بالمسدسات والخيول من القوات الأمريكية ودحرت بقية الموهافي والكويشان.

### الاتصال الأوروبي
قام أنطونيو دي إسبيغو بأول اتصال مسجل مع اليافاباي، اقتيد إلى جبل جيروم على يد مرشدين من قبيلة هوبي سنة 1583 بحثًا عن الذهب. خاب أمل دي إسبيغو عندما لم يجد أمامه سوى النحاس. في سنة 1598، جلب الهوبي ماركوس فارفان دي لوس غودوس ومجموعته إلى المناجم نفسها، ما أثار حماستهم. أشار فارفان إلى اليافاباي باسم «كروسادوس» بسبب الصلبان التي رسموها على رؤوسهم. قادت مجموعة بقيادة خوان دي أونايت مجموعة أخرى عبر أراضي اليافاباي في عام 1598، ومرة أخرى في الفترة بين عامي 1604 و1605، بحثًا عن طريق إلى البحر أخبرهم اليافاباي عنه. بعد ذلك، لم تجر أية اتصالات أخرى مع الأوروبيين لأكثر من مئتي عام.
في الفترة الفاصلة، بدأ اليافاباي، من خلال من خلال اتصالهم بالقبائل الأخرى التي كانت على صلة أكبر بالأوروبيين، بتبني بعض الممارسات الأوروبية. عملوا على تربية الماشية وزراعة المحاصيل، متبنين أيضًا استخدام بعض الأدوات والأسلحة الحديثة. على نحو توفيقي، تبنوا عناصر من المسيحية. يقدر أن نحو 25% من السكان لقوا حتفهم نتيجة للجدري في القرنين السابع عشر والثامن عشر؛ كانت خسائر أقل من بعض القبائل الأخرى، لكنها كانت كفيلة بعرقلة تطور مجتمعاتهم. مع استعمال الأسلحة وغيرها، بدأوا بتغيير أساليب الحرب، والدبلوماسية، والتجارة. أجروا غارات للانقضاض على المواشي، إما من قبائل أخرى مثل ماريكوبا، أو من المستوطنات الإسبانية إلى جنوبهم، دعمًا لاقتصادهم. غالبًا ما استولوا على أسرى من البشر خلال غاراتهم، وتاجروا بهم عبيدًا للإسبان لقاء بضائع أوروبية.
في عشرينيات القرن التاسع عشر، بدأ صيادو القنادس باستخدام الفخاخ، الذين استنفدوا أعداد القنادس في جبال الروكي، بدخول منطقة اليافاباي. بدأوا ممارسات جمع القنادس على طول أنهار سولت، وجيلا، وبيل ويليامز. عندما قاد كيت كارسون وإيوينغ يونغ مجموعة صيد عبر المنطقة في عام 1829، تعرضت المجموعة «لمضايقات ليليلة»؛ سرقت الفخاخ وقتلت بعض من خيولهم وبغالهم.
في أعقاب إعلان الحرب ضد المكسيك في مايو 1845، وبصورة خاصة بعد مطالبة الولايات المتحدة بالأراضي الجنوبية الغربية بموجب معاهدة غوادالوبي هيدالغو، تزايدت عمليات التوغل العسكرية الأميركية في إقليم اليافاباي إلى حد كبير. بعد اكتشاف الذهب في كاليفورنيا سنة 1849، اجتاز المهاجرون البيض إقليم اليافاباي أكثر من أي وقت مضى. رغم مرور آلاف المهاجرين عبر مقاطعتهم، تجنب اليافاباي الاتصال بالبيض.
كان أول اشتباك بين القوات الأمريكية واليافاباي في أوائل عام 1837، عندما اتحد التولكبايا مع جيرانهم من الكويشان للدفاع عن الرائد سامويل هاينتزلمان ضد مركب للكويشان عبر نهر كولورادو. استخدم الكويشان المركب لنقل المستوطنين عبر النهر إلى كاليفورنيا. بعد قتلهم مجموعة قادها جون غلانتون الذي استولى على المركب، ردت الحكومة الأمريكية بحرق حقول الكويشان وسيطرتها على المعبر.
حسب توماس سويني، أبلغ التولكبايا الضباط الأمريكيين الذين قابلوهم في إقليم كويشان، بأن أمامهم مسيرة تمتد 30 يومًا للوصول إلى أراضيهم؛ أرادوا أن يثبطوا تعدي الولايات المتحدة على أراضيهم.